# Chi point suscrit
Cette page contient des caractères spéciaux ou non latins. S’ils s’affichent mal (▯, ?, etc.), consultez la page d’aide Unicode.
Chi point suscrit (capitale: Χ̇, minuscule: χ̇) est une lettre additionnelle grecque, utilisée dans l’alphabet grec albanais des Arvanites au XIXe siècle ou dans l’écriture du grec crétois. Il s’agit de la lettre Χ diacritée d’un point suscrit.

## Utilisation
Le chi point suscrit est utilisé par certains auteurs pour représenter une consonne fricative alvéolo-palatale sourde [ɕ] ou une consonne fricative palato-alvéolaire sourde [ʃ], notamment dans l’écriture du grec crétois.

## Représentations informatiques
Le chi point suscrit peut être représente avec les caractères Unicode suivants (grec et copte, diacritiques):
| formes    | représentations | chaînes de caractères | points de code | descriptions                                           |
| --------- | --------------- | --------------------- | -------------- | ------------------------------------------------------ |
| capitale  | Χ̇               | Χ◌̇                    | U+03A7 U+0307  | lettre majuscule grecque chi diacritique point suscrit |
| minuscule | ẋ               | χ◌̇                    | U+03C7 U+0307  | lettre minuscule grecque chi diacritique point suscrit |